# Vugar Muradov
 (octobre 2023).
Pour les articles homonymes, voir Muradov.
Vugar Muradov (en azéri : Vüqar Bilal oğlu Muradov ; né 1967 à Bakou) est un peintre émérite azerbaïdjanais, membre de
l'Union des caricaturistes » d'Azerbaïdjan.

## Parcours professionnel
En 1986, Vugar Muradov est diplômé du Collège d'art d'État d'Azerbaïdjan Azim Azimzade. Depuis 1997, il est membre de l'Union des peintres d'Azerbaïdjan. Depuis 1989, des expositions et des expositions individuelles ont lieu dans la République et à l'étranger - à Washington, Téhéran, Moscou, Paris, Luxembourg et dans d'autres pays. Il remporte de nombreux prix et ses œuvres sont publiées dans divers catalogues. Ces dernières années, il s’implique également dans le genre du dessin animé.
Depuis 2007, V. Muradov est membre de l'Union des caricaturistes de l'Azerbaïdjan.